# El Amra
El Amra (în arabă العامرة) este o comună din provincia Aïn Defla, Algeria.
Populația comunei este de 31.073 de locuitori (2008).